# Dactylochelifer scheuerni
Dactylochelifer scheuerni är en spindeldjursart som beskrevs av Wolfgang Schawaller 1987. Dactylochelifer scheuerni ingår i släktet Dactylochelifer och familjen tvåögonklokrypare. Inga underarter finns listade i Catalogue of Life.